# Есек'єль Уртадо
Есек'єль Уртадо Уртадо (ісп. Ezequiel Hurtado Hurtado; 14 грудня 1825 — 24 вересня 1890) — колумбійський військовик і політик, виконував обов'язки президента Сполучених Штатів Колумбії від квітня до серпня 1884 року.

## Біографія
Народився 1825 року в Сільвії (Каука). Вивчав право в Університеті Кауки, закінчивши його 1852 року. До військової справи долучився ще будучи студентом. Від 1853 року почав брати участь у боротьбі лібералів проти диктатора Хосе Марії Мело. Від 1860 року брав участь у революційних заворушеннях, спрямованих проти консервативного уряду Маріано Оспіни Родрігеса. Приєднався до війська Москери, дослужившись до звання генерала.
Трохи згодом Уртадо став членом Асамблеї Кауки, займав різні міністерські пости. Також він узяв участь у конвенції Ріонегро, яка розробила конституцію 1863 року. 1868 року його було обрано спочатку до Конгресу, а потім — до Сенату. 1878 року президент Хуліан Трухільйо Ларгача призначив Уртадо на пост міністра армії та флоту, а за рік його було обрано президентом незалежного штату Каука.
Вийшовши у відставку 1883 року, був обраний до лав Конгресу. Після завершення терміну президентських повноважень Оталори тимчасово очолив державу, офіційно передавши владу Рафаелю Нуньєсу в серпні того ж року.
Залишивши президентський пост, Уртадо приєднався до кампанії проти проєкту «відродження Колумбії», що його запропонував Нуньєс. 1885 року під час громадянської війни потрапив у полон і був засланий до Коста-Рики. 1889 року, незадовго до його смерті, Уртадо дозволили повернутись на батьківщину.
Помер 1890 року в Попаяні.